# Estanislao Pardo de Figueroa y Nieto
Estanislao Pardo de Figueroa y Nieto fue un médico y político peruano. Fue hijo de la señora Cristina Nieto y Marquina y el abogado y juez y político Estanislao Pardo de Figueroa y de Águila. Estudió en la Facultad de Medicina de San Fernando graduándose de médico clínico alienista y obteniendo el grado de doctor en Medicina en 1898 con la tesis "Accidentes debidos al empleo del ácido fénico como antiséptico en cirugía".
Entre 1919 y 1921 fue nombrado presidente de la Academia Nacional de Medicina del Perú. Durante el Oncenio de Leguía, fue elegido senador por el departamento de Apurímac entre 1924 hasta 1930, cuando finaliza el oncenio

.